# Giulianova Calcio 2006-2007
Questa pagina raccoglie le informazioni riguardanti il Giulianova Calcio nelle competizioni ufficiali della stagione 2006-2007.

## Stagione
Nella stagione 2006-2007 il Giulianova disputa il girone B del campionato di Serie C1, si piazza in ultima posizione con 12 punti e retrocede in Serie C2. La stagione inizia con il confermato tecnico Francesco Giorgini, sostituito già dopo otto giornate da Angelo Pagiaccetti, a sua volta sostituito alla 15ª giornata da Vincenzo Zucchini. Ma i tre tecnici che si sono alternati sulla panchina dei giallorossi non hanno cambiato il destino stagionale, che con soli 5 punti raccolti nel girone di andata e 7 nel girone di ritorno, non si sono mai messi in gioco per mantenere la categoria, in una stagione da dimenticare in fretta. Anche nella Coppa Italia di Serie C la squadra abruzzese raccoglie un solo punto nel girone H di qualificazione, che ha promosso il Foggia.

## Rosa
| N. |                   | Ruolo | Calciatore         |
| -- | ----------------- | ----- | ------------------ |
|    | Italia (bandiera) | A     | Mirco Antenucci    |
|    | Italia (bandiera) | D     | Michele Baldini    |
|    | Italia (bandiera) | A     | Andrea Bucchi (II) |
|    | Italia (bandiera) | C     | Michael Cardinali  |
|    | Italia (bandiera) | C     | Pasquale Catalano  |
|    | Italia (bandiera) | D     | Martino Ciminà     |
|    | Italia (bandiera) | C     | Emiliano Corsi     |
|    | Italia (bandiera) | C     | Marco Croce        |
|    | Italia (bandiera) | D     | Giovanni De Toma   |
|    | Italia (bandiera) | C     | Massimo Epifani    |
|    | Italia (bandiera) | C     | Andrea Francia     |
|    | Italia (bandiera) | A     | Giuseppe Genchi    |
|    | Italia (bandiera) | A     | Johnny Giansante   |
|    | Italia (bandiera) | D     | Gabriele Ippoliti  |
|    | Italia (bandiera) | P     | Andrea Ivaldi      |
|    | Italia (bandiera) | D     | Fabrizio Latini    |

| N. |                    | Ruolo | Calciatore        |
| -- | ------------------ | ----- | ----------------- |
|    | Italia (bandiera)  | A     | Gianluca Macrì    |
|    | Italia (bandiera)  | C     | Luigi Mariani     |
|    | Italia (bandiera)  | D     | Sebastiano Miano  |
|    | Italia (bandiera)  | A     | Antonio Morello   |
|    | Italia (bandiera)  | C     | Ottavio Palladini |
|    | Italia (bandiera)  | A     | Andrea Pirelli    |
|    | Italia (bandiera)  | D     | Simone Piva       |
|    | Italia (bandiera)  | D     | Marco Pomante     |
|    | Italia (bandiera)  | A     | Ivo Potacqui      |
|    | Italia (bandiera)  | C     | Vincenzo Sarno    |
|    | Italia (bandiera)  | C     | Daniele Scartozzi |
|    | Italia (bandiera)  | D     | Andrea Servi      |
|    | Italia (bandiera)  | D     | Luigi Stillo      |
|    | Nigeria (bandiera) | D     | Ugo Ukah          |
|    | Italia (bandiera)  | P     | Stefano Visi      |

## Risultati

### Campionato

#### Girone di andata
| Arbitro: | Pinzani (Empoli) |

|  |           |                               |
|  | Marcatori | 21’ S. Russo 39’ Tozzi Borsoi |

| Arbitro: | Manna (Isernia) |

|                |           |             |
| R. Machado 42’ | Marcatori | 90+5’ Corsi |

| Arbitro: | Ferrandini (Sondrio) |

|  |           |           |
|  | Marcatori | 72’ Luiso |

| Arbitro: | D'Alesio (Forlì) |

|                                |           |  |
| Califano 17’ (rig.) Giglio 82’ | Marcatori |  |

| Arbitro: | Branciforte (Nuoro) |

|  |           |                                        |
|  | Marcatori | 69’ G. Zanetti 82’ Salgado 87’ Mounard |

| Arbitro: | Andolfatto (Bassano del Grappa) |

|             |           |  |
| Colussi 22’ | Marcatori |  |

| Arbitro: | C. Russo (Nola) |

|  |           |                                      |
|  | Marcatori | 54’ Olivieri 79’, 87’ (rig.) Morante |

| Arbitro: | Zonno (Bari) |

|                                         |           |               |
| De Giorgio 33’, 66’ Ercolano 81’ (rig.) | Marcatori | 17’ Antenucci |

| Arbitro: | Tozzi (Ostia Lido) |

|                      |           |                      |
| Antenucci 20’ (rig.) | Marcatori | 1’ Aloe 67’ Chianese |

| Arbitro: | Nicodano (Milano) |

|                                                             |           |  |
| Ambrosi 13’ (rig.) Prosperi 28’ Cammarata 47’ Zito 75’, 81’ | Marcatori |  |

| Arbitro: | Forconi (Aprilia) |

|               |           |            |
| Antenucci 34’ | Marcatori | 65’ Evacuo |

| Arbitro: | Baratta (Salerno) |

|  |           |                 |
|  | Marcatori | 90+5’ Giorgetti |

| Arbitro: | Lupo (Matera) |

|                                   |           |               |
| Lisuzzo 69’ R. Perna 90+3’ (rig.) | Marcatori | 81’ Antenucci |

| Arbitro: | Vuoto (Livorno) |

|            |           |  |
| Morello 2’ | Marcatori |  |

| Arbitro: | Nasca (Bari) |

|                        |           |           |
| Mattioli 24’ Sestu 86’ | Marcatori | 72’ Croce |

| Arbitro: | Meli (Parma) |

|            |           |                              |
| Latini 34’ | Marcatori | 52’ (rig.) Caputo 67’ D'Anna |

| Arbitro: | Corletto (Castelfranco Veneto) |

|              |           |  |
| Ginestra 84’ | Marcatori |  |

#### Girone di ritorno
| Arbitro: | Marrocco (Pisa) |

|               |           |  |
| Scandurra 53’ | Marcatori |  |

| Arbitro: | Andolfatto (Bassano del Grappa) |

|  |           |                 |
|  | Marcatori | 32’ W. Piccioni |

| Arbitro: | C. Russo (Nola) |

|             |           |            |
| Niscemi 50’ | Marcatori | 67’ Genchi |

| Arbitro: | G. Stefanini (Livorno) |

|                                 |           |                                  |
| Genchi 22’ Antenucci 88’ (rig.) | Marcatori | 43’ (rig.) S. Bellè 58’ Franzese |

| Arbitro: | M. Russo (Milano) |

|                             |           |  |
| Princivalli 17’ Salgado 30’ | Marcatori |  |

| Arbitro: | Passeri (Gubbio) |

|  |           |           |
|  | Marcatori | 32’ Bolic |

| Arbitro: | Vivenzi (Brescia) |

|                             |           |  |
| D. Desideri 15’ Morante 41’ | Marcatori |  |

| Arbitro: | Zanichelli (Genova) |

|               |           |             |
| Antenucci 82’ | Marcatori | 3’ Ercolano |

| Arbitro: | Candussio (Cervignano del Friuli) |

|                             |           |               |
| Chianese 44’, 70’ Succi 87’ | Marcatori | 89’ Antenucci |

| Arbitro: | Marrocco (Pisa) |

|  |           |                              |
|  | Marcatori | 15’ M. Mancini 77’ Cammarata |

| Arbitro: | Massa (Imperia) |

|                |           |  |
| Biancolino 46’ | Marcatori |  |

| Arbitro: | Fatta (Palermo) |

|  |           |                 |
|  | Marcatori | 45+1’ Antenucci |

| Arbitro: | Peruzzo (Schio) |

|  |           |            |
|  | Marcatori | 81’ Lauria |

| Arbitro: | Sguizzato (Verona) |

|                                                |           |  |
| Staffolani 20’ (rig.) Mendil 84’ Docente 90+2’ | Marcatori |  |

| Arbitro: | Grazioli (Maniago) |

|                           |           |                       |
| Antenucci 44’ (rig.), 65’ | Marcatori | 38’ Agnelli 78’ Sestu |

| Arbitro: | Vallesi (Ascoli Piceno) |

|                |           |  |
| Burzigotti 67’ | Marcatori |  |

| Arbitro: | Pizzi (Saronno) |

|                            |           |                                  |
| Antenucci 4’ Scartozzi 33’ | Marcatori | 34’, 55’, 89’ Rubino 74’ Taurino |

### Coppa Italia Serie C

#### Girone H
| Arbitro: | Spadaccini (Vasto) |

|  |           |             |
|  | Marcatori | 60’ Majella |

| Lanciano 27 agosto 2006 2ª giornata | Lanciano            | 0 – 0 | Giulianova | Stadio Guido Biondi\| Arbitro: \| Tagarelli (Termoli) \| |
| Arbitro:                            | Tagarelli (Termoli) |       |            |                                                          |

| Arbitro: | Giancola (Vasto) |

|                  |           |                            |
| Corsi 55’ (rig.) | Marcatori | 35’ Astarita 90+2’ Alterio |

| Arbitro: | Viti (Campobasso) |

|                                      |           |  |
| Mounard 5’ Cardinale 27’, 49’ (rig.) | Marcatori |  |

| 13 settembre 2006 5ª giornata |  | – Turno di riposo Giulianova |  |  |